# Білоусов Михайло Гнатович
Михайло Гнатович Білоусов (8 лютого (20 лютого) 1894, селище Здолбунів — 1 березня 1956, смт Гирей, Гулькевицький район, Краснодарський край) — радянський військовик, снайпер, командир стрілецького взводу, лейтенант. Герой Радянського Союзу (1943).

## Біографія
Народився 8 лютого 1894 року у селищі Здолбунів, нині місто Рівненської області України, у родині робітника. Росіянин. Освіта початкова.
У лавах Червоної армії у 1917—1924 роках та з червня 1941 року; з того ж року на фронті. Член ВКП(б)/КПРС з 1943 року.
Командир взводу 1179-го стрілецького полку (347-а стрілецька дивізія, 44-а армія, Південний фронт) лейтенант Михайло Білоусов до кінця травня 1943 року записав на свій особистий рахунок двісті сорок п'ять знищених зі снайперської гвинтівки ворожих солдатів та офіцерів.
Указом Президії Верховної Ради СРСР від 26 жовтня 1943 року «за зразкове виконання бойових завдань командування на фронті боротьби з німецько-фашистськими загарбниками та проявлені при цьому мужність та героїзм» лейтенанту Білоусову Михайлу Гнатовичу було присвоєно звання Героя Радянського Союзу з врученням Ордену Леніна та медалі «Золота Зірка» (№ 1286).
З 1946 року гвардії старший лейтенант Білоусов М. Г. — у запасі. Мешкав у селищі міського типу Гирей, Гулькевицького району, Краснодарського краю. Працював на станції «Гирей». Помер 1 березня 1956 року.
Погруддя Героя встановлено на алеї Героїв меморіального комплексу «Батьківщина-мати» (Гулькевичі). У Краснодарському державному історико-краєзнавчому музеї зберігаються його снайперська гвинтівка та почесна грамота Президії Верховної Ради СРСР. На честь Белоусова М. Г. названо вулицю у селищі Гирей, а також його ім'я носить місцева школа.

## Нагороди
- Медаль «Золота Зірка»;
- Орден Леніна;
- Орден Червоної Зірки;
- Медалі.